# Dinastia cosroida
A dinastia cosroida (uma latinização de Cosro[v]iani; em georgiano: ხოსრო[ვ]იანები; romaniz.: Khosro[v]ianni), também conhecida como os mirrânidas ibéricos, foi uma dinastia de reis e, mais tarde, os príncipes presidentes do antigo Estado georgiano da Ibéria, do século IV ao IX. A família, de origem iraniana mirrânida, aceitou o cristianismo como sua religião oficial c. 337 (ou 319/26), e manobrou entre o Império Bizantino e o Império Sassânida para manter um grau de independência. Após a abolição da realeza ibérica pelos sassânidas c. 580, a dinastia sobreviveu em seus dois ramos principescos intimamente relacionados, mas às vezes concorrentes — o mais velho cosroida e o mais jovem guarâmida — até o início do século IX, quando foram sucedidos pelos bagrátidas georgianos no trono da Ibéria.

## Origens
Os cosroidas eram um ramo da Casa de Mirranes, uma das sete grandes casas partas do Império Sassânida, e estavam distantemente relacionadas aos sassânidas. Outros dois ramos dos mirrânidas seriam instalados nos tronos de Gogarena e Gardamana. De acordo com a Vida dos Reis da Ibéria, uma das Crônicas Georgianas, o primeiro cosroida foi Meribanes III (r. 284–361), que por intermédio de seu pai, referido como o xainxá "Cosroes", se casou com a princesa Abexura (filha do arsácida Aspacures I (r. 265–284) e foi instalado no trono. Outra das crônicas georgianas, a Conversão da Ibéria, está em desacordo com a tradição da Vida dos Reis e identifica Meribanes como filho de Leve, sucessor de Aspacures I. Leve não é atestado em nenhum outro lugar.

## Primeiros cosroidas
A ascensão das linhagens mirrânidas aos tronos do Cáucaso foi uma manifestação da vitória dos sassânidas sobre o que restava na região da dinastia arsácida da Pártia, cujo ramo armênio estava agora em declínio e o georgiano já havia sido extinto. Como um rei vassalo iraniano, Meribanes III participou da guerra do xainxá Narses I (r. 293–302) contra o Império Romano. No entanto, na Paz de Nísibis de 298, os romanos reconheceram sua suserania como rei da Ibéria. Meribanes rapidamente se adaptou à mudança político do Cáucaso e estabeleceu laços estreitos com o Império Romano. Essa associação foi reforçada depois que a missionária cristã, Nina, converteu Meribanes, sua esposa Nana e sua família ao cristianismo por volta de 337. No entanto, os sassânidas continuaram a disputar com os romanos a influência sobre a Ibéria e conseguiram depor temporariamente o sucessor romanófilo de Meribanes, Sauromaces II, em favor do pró-iraniano Aspacures II em 363. O imperador Valente (r. 364–378) interveio e restaurou Sauromaces ao trono em 370, embora o filho e sucessor de Aspacures, Mitrídates III (r. 365–380), tivesse permissão para manter o controle da parte oriental do reino.
Em 380, os sassânidas reafirmaram com sucesso suas reivindicações reunindo a Ibéria sob a autoridade de Aspacures III (r. 380–394) e começaram a extrair tributos do país. Os romanos admitiram a perda da Ibéria após o Tratado de Acilisena de 387 selado entre Teodósio I (r. 378–395) e Sapor III (r. 383–388) O crescimento da influência iraniana no leste da Geórgia, incluindo a promoção do zoroastrismo, foi resistido pela Igreja Cristã e uma parte da nobreza. A invenção do alfabeto georgiano, um instrumento crucial na propagação do aprendizado cristão, foi o legado cultural mais importante dessa luta. Os reis cosroidas da Ibéria, embora cristãos, permaneceram geralmente leais aos seus suseranos iranianos até que Vactangue I (r. 447–522), talvez o rei cosroida mais popular da Ibéria e tradicionalmente creditado com a fundação da capital moderna da Geórgia, Tiblíssi, reverteu sua orientação política em 482, alinhando mais seu Estado e a Igreja com a política bizantina. Ele então liderou, em aliança com o príncipe armênio Vaanes I, uma revolta aberta contra os sassânidas e continuou uma luta desesperada, mas eventualmente malsucedida, até o fim de sua vida.

## Cosroidas tardios
Após a morte de Vactangue I em 522, a família entrou em declínio e exerceu apenas uma autoridade limitada sobre a Ibéria, com o governo sendo efetivamente administrado pelo vice-rei iraniano baseado em Tiblíssi por meio do compromisso com os príncipes locais. Quando Bacúrio III morreu em 580, os sassânidas aproveitaram a oportunidade para abolir a monarquia, sem muita resistência da aristocracia ibérica. Despossuídos da coroa, os herdeiros de Vactangue I permaneceram em suas fortalezas nas montanhas - o ramo sênior cosroida na província da Caquécia, e o menor, os guarâmidas, em Clarjécia e Javaquécia. Um membro do último ramo, Gurgenes I (r. 588–590), revoltou-se, em 588, contra o governo sassânida e prometeu sua lealdade ao imperador Maurício (r. 582–602), sendo agraciado com a alta dignidade bizantina de curopalata. Ele conseguiu restaurar a autonomia da Ibéria na forma de um principado presidente, um rearranjo que foi aceito pelo Irã na paz de 591, que dividiu a Ibéria entre o Império Bizantino e Império Sassânida em Tiblíssi. O filho e sucessor de Gurgenes, Estêvão I (r. 590–627), transferiu sua lealdade aos sassânidas e reuniu a Ibéria, eventualmente atraindo uma resposta vigorosa do imperador Heráclio (r. 610–641), que, em aliança com os cazares, fez campanha na Ibéria e capturou Tiblíssi após um cerco desconfortável em 627. Heráclio mandou esfolar Estêvão vivo e deu seu cargo ao príncipe cosroida pró-bizantino Adanarses I (r. 627–637/42).
Reinstalada por Heráclio, a dinastia cosroida persistiu em sua linha pró-bizantina, mas Estêvão II (r. 637/42–c. 650) foi forçado a reconhecer a suserania do Califado Ortodoxo, que eventualmente se tornaria uma potência regional dominante. Após a morte de Adanarses II (r. 650–684), o ramo rival guarâmida, com Gurgenes II (r. 684–693), recuperou o poder, e o ramo cosroida mais velho retirou-se novamente para seus apanágios na Caquécia, onde produziu um membro notável, Archil, um santo da Igreja Ortodoxa Georgiana, martirizado nas mãos dos árabes em 786. Após a morte de Archil, seu filho mais velho João (morreu c. 799) evacuou à região dominada pelos bizantinos de Egrisi (Lázica), no oeste da Geórgia, enquanto seu filho mais novo Juanxir (r. 786–807) permaneceu na Caquécia e se casou com Latavri, filha do príncipe Adanarses de Eruxécia-Artani, o antepassado da dinastia Bagrátida georgiana. O principal ramo cosroida sobreviveu à linhagem guarâmida mais jovem, extinta desde 786, por duas décadas. Com a morte de Juanxir em c. 807, os cosroidas também se extinguiram. As possessões Cosroidas na Caquécia foram assumidas pelas famílias nobres locais que formaram uma sucessão de corepíscopos até o século XI, enquanto as propriedades guarâmidas passaram para seus parentes da dinastia bagrátida.